# NGC 1765
NGC 1765 este o galaxie lenticulară situată în constelația Peștele de Aur. A fost descoperită în 26 decembrie 1834 de către John Herschel. Se află la o distanță de 121,29 de megaparseci de Pământ.